# Patvarc
Patvarc é um município da Hungria, situado no condado de Nógrád. Tem 7,84 km² de área e sua população em 2015 foi estimada em 680 habitantes.